# Srauta-sutra
Los Śrauta sūtra son sūtras (aforismos) basados en los sruti (los textos sagrados hinduistas). Se atribuyen a varios autores, como Baudhāyana, Āpastamba, Āśvalāyana, Kātyāyana, Drāhyāyaṇa.

## Nombre y etimología
- śrautasūtra, en el sistema AITS (alfabeto internacional para la transliteración del sánscrito).[1]
- श्रौतसूत्र, en escritura devanagari del sánscrito.[1]
- Pronunciación aproximada: "shráuta súútra".[1]
- Etimología: ‘aforismos basados en las escrituras’.[1]
  - srauta: ‘de los srutis’, siendo sruti: ‘lo escuchado’, las escrituras reveladas: primero el Rig-veda (el texto más antiguo de la literatura de la India, de mediados del II milenio a. C.), después los tres Vedas que aparecieron, y al final los Upanishad (desde el 500 a. C.)
  - sūtra: ‘hilo’, aforismo.

## Contenido
Forman parte del corpus de la literatura sánscrita sūtra. Su tema son las instrucciones relativas a la utilización del corpus śruti en el ritual (kalpa) y la correcta realización de los rituales.

## Datación
Algunos Śrauta sūtras más antiguos (como el Baudhyayana sūtra y el Vādhūla sūtra) fueron compuestos en el último período de los textos Bráhmana (a mediados del I milenio a. C.), pero la mayor parte de los Śrauta sūtras fueron escritos en un lenguaje sánscrito védico tardío, por lo que son más o menos contemporáneos al corpus de los Grhya sūtra (textos para la vida de casado), que se consideran de la época del gramático Panini (quien floreció hacia el siglo IV a. C.).

## Relación de todos los «Śrauta sūtras» con los «Vedas»
| Veda            | Śrauta sūtra correspondiente |
| --------------- | --- |
| Rig-veda        | Āśvalāyana Śrauta sūtra Sankhaiana-Śrauta sūtra |
| Sama-veda       | Latiaiana-Śrauta sūtra Drajiaiana-Śrauta sūtra Yaiminíia-Śrauta sūtra |
| Yajurveda       | Baudhāyana Śrauta sūtra Vadhula Śrauta sūtra Mānava Śrauta sūtra Bharad Vaya Śrauta sūtra Āpastamba Śrauta sūtra Hiraṅyakeśi-srauta-sutra Vārāha Śrauta sūtra Vaikhānasa Śrauta sūtra |
| Śukla Yajurveda | Kātyāyana Śrauta sūtra |
| Átharvaveda     | Vaitāna Śrauta sūtra |